# Cosmoscarta silpha
Cosmoscarta silpha är en insektsart som beskrevs av Gustav Breddin 1903. Cosmoscarta silpha ingår i släktet Cosmoscarta och familjen spottstritar. Inga underarter finns listade i Catalogue of Life.